# 옐레나 루지나
옐레나 이바노프나 루지나(러시아어: Елена Ивановна Рузина, 1964년 4월 3일 ~ )는 주로 400m 경기에 참가한 러시아의 육상 선수이며, 처음에 독립 국가 연합을 대표하고 나중에 러시아를 대표하였다.
보로네시에서 태어나 루지나는 1992년 바르셀로나 올림픽에 참가하여 자신의 동료 팀 류드밀라 지갈로바, 올가 나자로바, 400m 은메달리스트 올가 브리즈기나와 함께 1600m 릴레이에서 금메달을 획득하였다.
그녀는 이듬해 슈투트가르트에서 열린 세계 육상 선수권 대회에서 릴레이 은메달을 따냈다.